# Arhodeoporus submarinus
Arhodeoporus submarinus is een mijtensoort uit de familie van de Halacaridae. De wetenschappelijke naam van de soort is voor het eerst geldig gepubliceerd in 1947 door Newell.